# Бета Живописца b
Бета Живописца b (также обозначается как β Pic b) — экзопланета, вращающаяся вокруг молодой звезды главной последовательности Бета Живописца находящейся приблизительно в 63 световых годах (19,4 парсек, или 5,986 214⋅1014 км) от Земли в созвездии Живописца. На 2017 год является единственной известной планетой в системе Бета Живописца.

## Материнская звезда
Планета находится на орбите звезды Бета Живописца спектрального класса A6. Масса звезды составляет 1,75 солнечных масс и радиус 1,8 солнечного. Температура на поверхности равна 8056 K, а возраст оценивается в 12 млн лет (для сравнения возраст Солнца около 4,6 млрд лет при температуре поверхности 5778 K). Звезда обладает слегка повышенной металличностью, её соотношение Fe/H равно 0,06 или 112 % металличности Солнца. Светимость Беты Живописца в 8,7 раз больше солнечной.
Видимая звёздная величина Беты Живописца равна +3,861m, звезду можно увидеть невооружённым глазом.

## Характеристики
Бета Живописца b является супер-Юпитером, то есть экзопланетой с большими, чем у Юпитера, радиусом и массой. Температура планеты находится в районе 1600 K, вероятно из-за её пыльной атмосферы и массы (в обычных условиях она должна быть намного холоднее). Её масса 11 ± 2 масс Юпитера, и радиус около 1,65 радиуса Юпитера. Планета получает 11 % количества излучения от звезды, которое Земля получает от Солнца.

## Орбита
Бета Живописца b совершает оборот вокруг своей звезды за 21 год, на расстоянии 9,2 а.е. (приблизительно как у Сатурна, находящегося в 9,55 а.е. от Солнца) почти в плоскости остаточного диска, также имеющегося у звезды, с малым эксцентриситетом.
В 2014 году период вращения Беты Живописца b вокруг собственной оси был рассчитан по доплеровскому сдвигу линии поглощения оксида углерода в атмосфере планеты. Это делает её, по состоянию на 2015 год, первой экзопланетой, у которой был измерен период суточного вращения.
Период вращения был определён как 8,1 часов/оборот, что делает планету самой быстро вращающейся из известных. Её период вращения короче, чем 10-ти часовые юпитерианские сутки.
В 2015 году, из прямых снимков Бета Живописца b, сделанных камерой Gemini Planet Imager на Обсерватории Джемини в течение 2 лет, был сделан короткий видеоролик, демонстрирующий замедленную съёмку планеты, вращающейся вокруг своей звезды. Планета могла вызвать транзитное событие, наблюдавшееся в 1981 году.

## История открытия
Планета была открыта 18 ноября 2008 года командой под руководством А.-М. Лагранжа и Д. Эренрейха из Лаборатории Астрофизики Гренобля (LAOG), с помощью инструмента NACO телескопа VLT, расположенном в Серро Параналь, на севере Чили. Планета была открыта методом прямого наблюдения, с помощью техники исключения света опорной звезды. Изображение планеты было сделано в 2003 году, но планета не была обнаружена после первой обработки данных. Повторная обработка данных в 2008 году с помощью современных инструментов обработки изображений показала наличие тусклого точечного источника, который позднее был признан планетой.

### Дальнейшие исследования
Последующие наблюдения, выполненные в конце 2009 и начале 2010 годов с использованием того же инструмента, перепроверили и подтвердили обнаружение планеты, но на противоположной стороне от звезды. Эти результаты были опубликованы в журнале «Science» и представляли наиболее близкую к своей звезде из наблюдавшихся напрямую планет. Наблюдения выполненные в конце 2010 и начале 2011 годов позволили учёным установить угол наклонения орбиты планеты как 88,5 градусов, практически в плоскости экватора. Местоположение планеты было определено как повёрнутое приблизительно на 3,5-4 градуса относительно главного диска системы, это показывает, что планета выровнена по деформированному внутреннему диску системы Бета Живописца.
Первое исследование распределения энергии по спектру планеты было опубликовано в июле 2013 года.
Исследование показало пики на 1,265, 1,66, 2,18, 3,80, 4,05 и 4,78 µm, означающие что планета имеет очень пыльную или облачную атмосферу. Распределение соответствует таковому у молодого бурого карлика класса L, но с пониженной гравитацией на поверхности. Эффективная температура была ограничена до 1700+100
−100 K и гравитация на поверхности до log g = 4,0 +0,5
−0,5. Второе исследование, опубликованное в сентябре 2013 года, и показавшее наличие нового пика на 3,1 µm совместно с переобработкой предыдущих данных было выполнено на Обсерватории Джемини. Было показано избыточное излучение планеты в среднем инфракрасном диапазоне 3,1 µm по сравнению с моделями молодых L-карликов. Модели, включающие малые пылевые частицы и толстые облака, показали наибольшее соответствие обнаруженному распределению в спектре. Эффективная температура была ограничена до 1600+50
−25 K и поверхностная гравитация до log g = 3,8 +0,02
−0,02. Это соответствует радиусу планеты в 1,65 радиуса Юпитера, и показывает что Бета Живописца b может быть моложе своей звезды (образовалась 5 млн лет назад). Ось вращения Беты Живописца, как и Солнца в Солнечной системе, оказалась почти перпендикулярна орбите её планеты и протопланетному диску, отклоняясь от них всего на 3—5 °.